# イオンタウン輪之内ショッピングセンター
イオンタウン輪之内ショッピングセンター（イオンタウンわのうちショッピングセンター）は、岐阜県安八郡輪之内町に所在し、マックスバリュ東海株式会社が運営・管理するショッピングセンターである。

## 概要
輪之内町が推進する「第3次総合計画、夢タウンわのうち21」構想に基づき、1998年（平成10年）に開業した。
オープンモール型の郊外型店で、マックスバリュ輪之内店とメガマート輪之内店を核としていたが、メガマートは2011年（平成21年）10月23日をもって閉店。マックスバリュも同年11月14日に閉店した。
同年12月2日、メガマート輪之内店跡地にザ・ビッグ輪之内店がオープンした。
マックスバリュ輪之内店跡地はしばらく空き家になっていたが、2018年（平成30年）10月31日に飛騨五木株式会社によりmoriwaku marketが開業し、2019年（令和元年）7月27日に「森のわくわくの庭」としてリニューアルされた。

## 交通アクセス

### 自動車
- 国道258号「横曽根3」交差点より岐阜県道30号羽島養老線で約2km。[独自研究?]

### 公共交通機関
- 名阪近鉄バス
  - JR東海・東海道新幹線「岐阜羽島駅」より輪之内羽島線「輪之内文化会館」行き、「イオンタウン輪之内」バス停下車。[独自研究?]

#### 広報資料・プレスリリースなど一次資料
1. ↑  【森のわくわくの庭・輪之内店】うごかせ！カラダ！ 日本の森がもっとワクワク（飛騨五木株式会社） 2024年3月22日閲覧。
2. ↑  moriwaku marketが新しく生まれ変わります！ 飛騨五木株式会社 2024年3月22日閲覧。